# ФК Газ Метан
„Газ Мета́н“ (klubul sporˈtiv ˈgaz meˈtan ˈmedi.aʃ), (на румънски: CS Gaz Metan Mediaş) е футболен клуб от град Медиаш, Румъния, играещ в Лига I.
Основан през 1945 година. Домакинските си срещи играе на стадион „Газ Метан“, с капацитет 8500 зрители.
Клубът дебютира в Лига I през сезон 2001/02. През 2010/11 „Газ Метан“ се класира 7-и, но заради задължения на отбора на „Тимишоара“ той заема мястото му в Лига I и евротурнирите. „Газ Метан“ играе в Лига Европа. В плейофния кръг клубът губи от виенския „Аустрия (Виена)“ и отпада от турнира.

## Успехи
Лига I:
- 7-о място (2):' 2010/11, 2018/19

Лига II:
- Шампион (2): 1999/2000, 2015/16

Лига III:
- Шампион (3): 1973, 1977, 1993

Купа на Румъния:
- Финалист (1): 1951

## Газ Метан в европейските клубни турнири
| 2011 – 2012 – Europa League |       |                 |
| 2 кръг                      |       |                 |
| КуПС                        | 1 – 0 | Газ Метан       |
| Газ Метан                   | 2 – 0 | КуПС            |
| 3 кръг                      |       |                 |
| Газ Метан                   | 1 – 1 | Майнц 05        |
| Mайнц 05                    | 1 – 1 | Газ Метан       |
| Плей-офф                    |       |                 |
| Газ Метан                   | 1 – 0 | Аустрия (Виена) |
| Аустрия (Виена)             | 3 – 1 | Газ Метан       |

## Български футболисти
- Антони Иванов: 2018/19 (30 мача - 1 гол)